# Europace
Europace (ook European Journal of Pacing, Arrhythmias, and Cardiac Electrophysiology) is een internationaal peer-reviewed wetenschappelijk tijdschrift op het gebied van de hartritmestoornissen en de behandeling daarvan. Het wordt uitgegeven door Oxford University Press namens de European Society of Cardiology en de European Heart Rhythm Association.
Volgens de Journal Citation Reports van Clarivate Analytics heeft het tijdschrift een impactfactor van 6.1 en staat het daarmee op de 18e plaats van de 136 tijdschriften in de categorie cardiac & cardiovascular systems.